# Blepisanis larvata
Blepisanis larvata är en skalbaggsart som beskrevs av Francis Polkinghorne Pascoe 1871. Blepisanis larvata ingår i släktet Blepisanis och familjen långhorningar. Inga underarter finns listade.